# Вигицоло (Кремона)
Вигицоло (итал. Vighizzolo) је насеље у Италији у округу Кремона, региону Ломбардија.
Према процени из 2011. у насељу је живело 76 становника. Насеље се налази на надморској висини од 38 м.